# Concerten voor een of meer klavierinstrumenten en orkest van Mozart

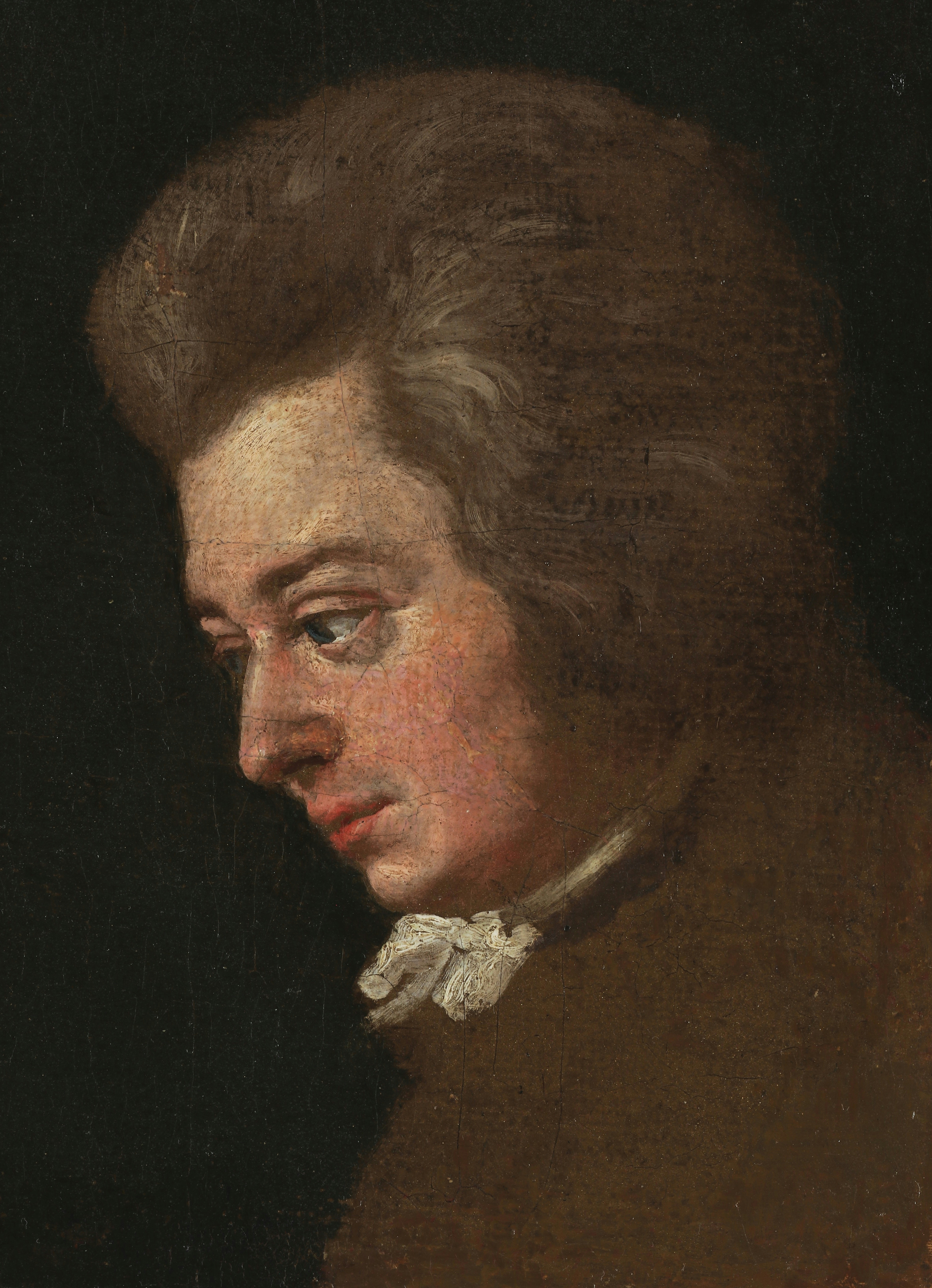
Mozart, portret van Joseph Lange

Wolfgang Amadeus Mozart schreef tussen 1767 en 1791 27 klavierconcerten voor klavecimbel of fortepiano met orkest.

## De klavierconcerten van Mozart
De nummering van 1 t/m 27 is niet authentiek en is pas bij de opstelling van de Köchelverzeichnis aan de concerten toegekend. De nummering is niet conform de chronologie van componeren; later musicologisch onderzoek heeft een andere datering voor de concerten gegeven.
In 1772 componeerde Mozart een drietal concerten die bewerkingen zijn van delen van de sonates opus 5 van Johann Christian Bach, aangevuld met eigen instrumentale partijen. Waarschijnlijk waren deze werken bedoeld om uit te voeren tijdens de grand tour die Mozart met zijn vader en zuster door Europa maakte. Zij zijn wel in de categorie 'Concerten voor een of meer klavieren' opgenomen in de Köchelverzeichnis, maar niet als genummerd klavierconcert.
Behalve de eerste 4 concerten (KV 37, 39, 40 en 41) en de niet als concert genummerde 3 concerten (KV 107), die voor klavecimbel zijn geschreven, zijn alle concerten geschreven voor de fortepiano. Dit instrument is geen primitieve voorloper van de huidige concertvleugel, waarvan het verschilt door zijn constructie, maar een instrument met een eigen karakter en een eigen toucher. Mozart had een voorkeur voor de instrumenten van Johann Andreas Stein uit Augsburg. De belangstelling voor uitvoeringen op historisch verantwoorde basis geeft de moderne luisteraar de gelegenheid de concerten te horen in een uitvoering die dichter ligt bij de wijze die Mozart voor ogen stond (zie geselecteerde discografie)
Mozarts 27 concerten zijn globaal in twee groepen te verdelen: de concerten die hij schreef in zijn Salzburgse tijd – al dan niet daadwerkelijk in die plaats gecomponeerd – en de concerten uit zijn Weense periode, met andere woorden gecomponeerd na 1781. Die Weense concerten zijn, met uitzondering van KV 449 en 453 die zijn geschreven voor Barbara Ployer, bedoeld voor uitvoering door Mozart zelf tijdens de abonnementsconcerten die hij organiseerde. Dit betekende dat hij ook rekening hield met de smaak en de beperkte muzikale ontwikkeling van zijn publiek. In een brief aan zijn vader, gedateerd 28 december 1782, bericht hij over de compositie van de concerten KV 413, 414 en 415. Hij zegt daarover dat ze zeer briljant en goed in het gehoor liggen, maar wel natuurlijk van klank zonder hol te zijn. "Hier en daar hebben ze passages die alleen kenners satisfactie zullen geven, maar ze zijn zo geschreven dat ook niet-kenners er van kunnen genieten zonder dat ze weten waarom"

## Algemene vorm van Mozarts klavierconcerten[1]
De laat-18e-eeuwse Weense stijl die door Joseph Haydn en Mozart vervolmaakt werd, is een amalgaam van eerdere en bestaande vormen en stijlen. De concertvorm heeft een muzikale evolutie doorgemaakt, die inzette met de klavecimbelconcerten van Bach en zich mede via de concerten van zijn zonen Philipp Emanuel en Johann Christian en de werken van de componisten van de Mannheimer Schule ontwikkelde tot de concerten die Mozart en Haydn schreven.
Mozarts klavierconcerten zijn opgebouwd naar het algemene Vivaldiaanse model: snel – langzaam – snel. Mozart verbindt hierin de laat-barokke ritornellostructuur met de klassieke sonatevorm. Schematisch ziet die ritornellovorm er als volgt uit:
1. Orkestritornello I in de tonica, die de muzikale hoofdideeën, het thema, omvat
2. Solo I: modulatie naar de dominant
3. Orkestritornello II: bevestiging door het orkest van de dominant
4. Solo II: verdere modulatie
5. Orkestritornello III: bevestiging door het orkest van de nieuwe tonaliteit voortkomend uit de modulatie van de solo
6. Solo III: terugkeer naar de basismodulatiteit, de tonica
7. Orkestritornello IV: definitieve bevestiging van de hoofdtoonaard, de tonica. Vaak gebeurt dit door orkestritornello I te herhalen

Bij Mozart (en bij andere Klassieke componisten) wordt deze vorm vermengd met de sonatevorm. Dit levert dan de volgende schematische opbouw op:
- Expositiedeel (komt overeen met de onderdelen 1-3 van de ritornellovorm):
  - Een inleiding door het orkest in de tonica
  - Expositie van de solist en het orkest waarbij de overgang van de tonica plaatsvindt naar de dominant
  - Orkestritornello in de dominant
- Doorwerkingsdeel (komt overeen met de onderdelen 4-6 van de ritornellovorm):
  - modulerende doorwerking door solist en orkest
- Reprisedeel (komt overeen met het slot van 6 en 7, waarin terug wordt gemoduleerd naar de hoofdtoonaard):
  - Reprise door solist en orkest in de tonica
  - De cadenza, een virtuoze improvisatie voor de solist
  - Slotritornello voor het orkest in de tonica

| Lijst van klavierconcerten van Wolfgang Amadeus Mozart | Lijst van klavierconcerten van Wolfgang Amadeus Mozart | Lijst van klavierconcerten van Wolfgang Amadeus Mozart | Lijst van klavierconcerten van Wolfgang Amadeus Mozart | Lijst van klavierconcerten van Wolfgang Amadeus Mozart | Lijst van klavierconcerten van Wolfgang Amadeus Mozart |
| gecomponeerd te                                        | nummer                                                 | KV                                                     | toonaard                                               | gecomponeerd in:                                       | bijzonderheden |
| ------------------------------------------------------ | ------------------------------------------------------ | ------------------------------------------------------ | ------------------------------------------------------ | ------------------------------------------------------ | --- |
| Salzburg                                               | 1                                                      | 37                                                     | F majeur                                               | april-juni 1767                                        | bewerkingen van delen van werken van Raupach, Honauer, Schobert, Eckard en C.Ph.Bach |
| Salzburg                                               | 2                                                      | 39                                                     | B majeur                                               | april-juni 1767                                        | bewerkingen van delen van werken van Raupach, Honauer, Schobert, Eckard en C.Ph.Bach |
| Salzburg                                               | 3                                                      | 40                                                     | D majeur                                               | april-juni 1767                                        | bewerkingen van delen van werken van Raupach, Honauer, Schobert, Eckard en C.Ph.Bach |
| Salzburg                                               | 4                                                      | 41                                                     | G majeur                                               | april-juni 1767                                        | bewerkingen van delen van werken van Raupach, Honauer, Schobert, Eckard en C.Ph.Bach |
| Londen of Salzburg                                     |                                                        | 107/21b 1 t/m 3                                        | D majeur G majeur Es majeur                            | 1772                                                   | bewerkingen van delen van opus 5 van Johann Christian Bach |
| Salzburg                                               | 5                                                      | 175                                                    | D majeur                                               | 1773                                                   | |
| Salzburg                                               | 6                                                      | 238                                                    | Bes majeur                                             | januari-april 1776                                     | KV 242 voor 3 piano's, voor de gezusters Lodron (bijgenaamd 'Lodronconcert'); KV 246 voor Gravin Lützow (bijgenaamd 'Lützowconcert') |
| Salzburg                                               | 7                                                      | 242                                                    | F majeur                                               | januari-april 1776                                     | KV 242 voor 3 piano's, voor de gezusters Lodron (bijgenaamd 'Lodronconcert'); KV 246 voor Gravin Lützow (bijgenaamd 'Lützowconcert') |
| Salzburg                                               | 8                                                      | 246                                                    | C majeur                                               | januari-april 1776                                     | KV 242 voor 3 piano's, voor de gezusters Lodron (bijgenaamd 'Lodronconcert'); KV 246 voor Gravin Lützow (bijgenaamd 'Lützowconcert') |
| Salzburg                                               | 9                                                      | 271                                                    | Es majeur                                              | 1777                                                   | bijgenaamd Jeunehomme-concert, omdat verondersteld werd dat het voor een zekere juffrouw Jeunehomme zou zijn geschreven. Mozart verwijst naar het concert als "das für die jenomy". Het concert wordt nu verbonden aan Louise Victoire Jenamy, dochter van de Franse choreograaf Jean Georges Noverre. |
| Salzburg                                               | 10                                                     | 365/361a                                               | Es majeur                                              | 1779                                                   | voor 2 piano's |
| Wenen                                                  | 11                                                     | 413/387a                                               | F majeur                                               | 1782-1783                                              | |
| Wenen                                                  | 12                                                     | 414/385p                                               | A majeur                                               | 1782-1783                                              | |
| Wenen                                                  | 13                                                     | 415/387b                                               | C majeur                                               | 1782-1783                                              | |
| Wenen                                                  | 14                                                     | 449                                                    | Es majeur                                              | 1784                                                   | 449 en 453 voor Barbara Ployer |
| Wenen                                                  | 15                                                     | 450                                                    | Bes majeur                                             | 1784                                                   | 449 en 453 voor Barbara Ployer |
| Wenen                                                  | 16                                                     | 451                                                    | D majeur                                               | 1784                                                   | 449 en 453 voor Barbara Ployer |
| Wenen                                                  | 17                                                     | 453                                                    | G majeur                                               | 1784                                                   | 449 en 453 voor Barbara Ployer |
| Wenen                                                  | 18                                                     | 456                                                    | Bes majeur                                             | 1784                                                   | 449 en 453 voor Barbara Ployer |
| Wenen                                                  | 19                                                     | 459                                                    | F majeur                                               | 1784                                                   | 449 en 453 voor Barbara Ployer |
| Wenen                                                  | 20                                                     | 466                                                    | d mineur                                               | 1785                                                   | |
| Wenen                                                  | 21                                                     | 467                                                    | C majeur                                               | 1785                                                   | |
| Wenen                                                  | 22                                                     | 482                                                    | Es majeur                                              | 1785                                                   | |
| Wenen                                                  | 23                                                     | 488                                                    | A majeur                                               | 1786                                                   | |
| Wenen                                                  | 24                                                     | 491                                                    | c mineur                                               | 1786                                                   | |
| Wenen                                                  | 25                                                     | 503                                                    | C majeur                                               | 1786                                                   | |
| Wenen                                                  | 26                                                     | 537                                                    | D majeur                                               | 1787                                                   | bijgenaamd 'Kroningsconcert' |
| Wenen                                                  | 27                                                     | 595                                                    | Bes majeur                                             | 1791                                                   | |

## Geselecteerde discografie
Klavecimbel
- Concerten KV 107/1-3: Pierre Hantaï (klavecimbel) en Le Concert Français. Opus 111 OPS 30 - 9003.
- Concerten KV 37, 39, 40 en 41: Robert Levin (klavecimbel) en The Academy of Ancient Music o.l.v. Christopher Hogwood. Decca 466 134-2.

Fortepiano
- Jos van Immerseel (fortepiano) en Anima Eterna. Channel CG 08016 (10 cd's).
- Malcolm Bilson (met Robert Levin in KV 242 en 365 en Melvyn Tan in 242) en The English Baroque Soloists o.l.v. John Eliot Gardiner. DGG-Archiv 463 1112 (9 cd's).
- Concerten 9 en 17 en concerten 18 en 19: Andreas Steier (fortepiano) en Concerto Köln. Teldec-Das Alte Werk, resp. 4509-98412-2 en 8573-80676-2.

Moderne concertvleugel
- Murray Perahia (piano) en het English Chamber Orchestra. Sony 82876872302 (12 cd's).
- Vladimir Asjkenazi (piano) en het Philharmonia Orchestra. Decca 443 727-2 (10 cd's).
- Mitsuko Uchida (piano) en het English Chamber Orchestra o.l.v. Jeffrey Tate. Philips (9 cd's).
- Daniel Barenboim (piano) en het English Chamber Orchestra. EMI 0724357293020 (10 cd's).